# Alice Perrers

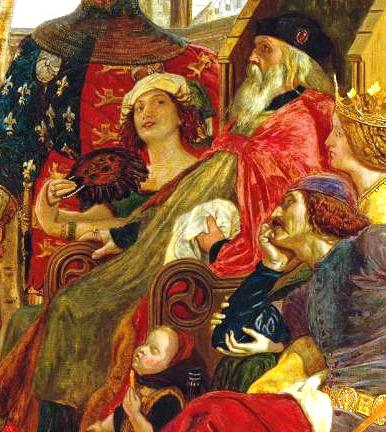
Alice Perrers e Edoardo III

Alice Perrers (1348 circa – 1400) fu amante del re Edoardo III d'Inghilterra, entrata a corte come dama di compagnia della regina Filippa di Hainaut ottenne dalla sua relazione con il re diverse proprietà terriere.

## Biografia
Alice Perrers nacque all'incirca nel 1348 e ancora ragazza entrò a corte andando al servizio della regina Filippa di Hainaut. Intorno al 1363, quand'era all'incirca quindicenne, divenne l'amante di Edoardo III d'Inghilterra allora cinquantunenne. La loro relazione rimase segreta fino alla morte di Filippa avvenuta nel 1370 quando il re cominciò a farle regali sempre più generosi. Edoardo le regalò tutti i gioielli della regina Filippa e la tenuta di Wendover, Buckinghamshire. Una volta il re volle addirittura vederla sfilare come la Signora del Sole, vestita con abiti d'oro.
In data sconosciuta Alice sposò William Windsoruno, uno dei luogotenenti reali in Irlanda, il che voleva dire che si assentava da casa anche per lunghi periodi. Secondo alcuni storici Alice ebbe da Edoardo almeno tre figli illegittimi: John de Southeray (1364 circa-1393), che sposò Maud Percy, nipote per via materna di Henry Plantageneto, Jane e Joan.
Nonostante i molti doni che il re le fece in termini di beni e terreni, gran parte dei suoi successi finanziari furono almeno in parte merito suo. I contemporanei la accusarono di aver sedotto un uomo anziano per averne in cambio beni e proprietà, ma molte delle sue acquisizioni furono dovute al suo acume per gli affari, all'intelligenza e al saggio uso dei propri contatti che le permisero di diventare una ricca proprietaria terriera. A un certo punto Alice ebbe nelle proprie mani 56 manieri nei dintorni di Londra, ma solo 15 erano stati un dono del re. Fra le sue proprietà Alice aveva il castello di Gains, probabilmente nei pressi di Upminster nella cui contea suo padre Richard era stato Sceriffo per molti anni. Nel 1367 le vennero date in custodia le terre di Robert de Tiloil, mentre il 30 giugno 1368 ricevette un gruppo di terreni chiamati Manylawes.
Si crede che Alice sia stata l'ispirazione per la protagonista de Il racconto della Donna di Bath, opera di Geoffrey Chaucer e che la sua figura possa aver ispirato anche lo scrittore medievale William Langland per il personaggio di Lady Mede nel poema Piero l'Aratore. In quest'opera Lady Mede è rappresentata come una donna ingioiellata e adorna di vesti lussuose che costituisce, però, una distrazione rispetto ai precetti morali. Nel corso della propria vita Alice fu molto vicina a Geoffrey Chaucer e lo supportò grandemente.
Alice morì nel 1400.